# Craig Anderson
Craig Anderson (Park Ridge, 21 maggio 1981) è un ex hockeista su ghiaccio statunitense professionista che giocava nel ruolo di portiere.

## Carriera
Cominciò la sua carriera nel 1998, in OHL, giocando per i Guelph Storm; nelle prime due stagioni fu la riserva di Chris Madden, mentre nella terza ed ultima fu titolare e scese in campo per 59 volte, ottenendo 30 vittorie e 3 shutout, prestazioni grazie alle quali fu nominato miglior portiere stagionale della lega. Lasciò la squadra al termine della stessa stagione.
Anderson presenta l'inusuale condizione di essere stato selezionato due volte al draft NHL: la prima, nel 1999, fu scelto dai Calgary Flames, che però non gli concessero un contratto; nel 2001 si rese nuovamente eleggibile per il draft, che lo assegnò ai Chicago Blackhawks, con cui giocò pochissimo, venendo per lo più utilizzato dalla squadra satellite dei Norfolk Admirals, in AHL. Durante la positiva stagione 2002-2003 guadagnò anche qualche chiamata dalla prima squadra, con cui esordì in NHL il 30 novembre 2002 in una partita persa 4-1 con i Los Angeles Kings, subentrando a Jocelyn Thibault. Nella stagione seguente continuò ad alternarsi tra Norfolk e la panchina di Chicago, riuscendo anche ad ottenere la sua prima vittoria in NHL il 22 gennaio 2004 quando i suoi sconfissero per 7-0 i Columbus Blue Jackets, compiendo anche 30 parate nel corso della gara.
Al termine della stagione 2005-2006, giocata essenzialmente da backup, Anderson lasciò i Blackhawks e si unì ai Florida Panthers, con cui rimase tre anni, giocando da riserva di Tomáš Vokoun; nel primo anno guadagnò anche 34 presenze (con ben 23 vittorie) con i Rochester Americans in AHL. Il 1º giugno 2009, da free agent, firmò per i Colorado Avalanche, dove ottenne il posto da titolare alle spese di Peter Budaj. Debuttò con la nuova squadra il 1º ottobre 2009 in una partita vinta per 5-2 con i San Jose Sharks. Il 14 aprile 2010 fece il suo esordio assoluto nei playoff NHL, in cui, con 25 parate, aiutò la sua squadra a superare i San Jose Sharks per 2-1, che poi però vinsero la serie. All'inizio della stagione successiva, Anderson perse il posto da titolare a favore di Budaj, ed il 18 febbraio 2011 fu ceduto agli Ottawa Senators in cambio di Brian Elliott; il giorno dopo fece il suo esordio con la nuova maglia in una partita pareggiata 0-0 e vinta agli shootout contro i Toronto Maple Leafs, in cui parò 47 tiri. Terminò la stagione con 11 vittorie in 18 partite. Nel campionato seguente risultò tra i portieri con più vittorie, con 33 gare vinte su 63 disputate. I Senators arrivarono ottavi e nei playoff furono eliminati, in sette gare, dai New York Rangers.
La stagione 2012-2013, accorciata per il lock-out, cominciò molto positivamente per Anderson, che dopo 10 gare aveva ottenuto 6 vittorie, mantenendo una media di 1,49 gol subiti ed una percentuale di parata del 95%. Tuttavia, il 21 febbraio 2013 si infortunò alla caviglia destra in uno scontro di gioco con Chris Kreider dei New York Rangers. Tornò in campo il 7 aprile nella gara persa per 2-1 con i Florida Panthers. Ha terminato la stagione regolare con 12 vittorie e 3 shoutout in 24 gare; la sua media-gol subiti (1,69 a partita) e la sua percentuale di parata (94,1%) sono risultate le migliori della lega. Nei playoff, i Senators superarono subito i Montreal Canadiens per 4-1 in serie, ma furono poi eliminati, in 5 gare, dai Pittsburgh Penguins. Nel corso della stagione era stato considerato un possibile candidato al Vezina Trophy, ma non risultò poi tra i finalisti.